# Victoria Padial Hernández
Victoria Padial Hernández, née le 10 août 1988 à Grenade, est une biathlète espagnole.

## Biographie
Victoria Padial commence le biathlon à l'âge de 19 ans et s'entraîne dans la Sierra Nevada.
Elle fait ses débuts internationaux en 2009 en participant aux Championnats du monde de Pyeongchang. En 2010, elle prend part aux Jeux olympiques de Vancouver. Lors de la saison 2013-2014, elle réalise sa meilleure performance en Coupe du monde en se classant vingtième du sprint de Pokljuka. Elle est aussi une première pour une Espagnole de marquer des points. Elle s'illustre juste avant de participer aux Jeux olympiques de Sotchi aux Championnats d'Europe où elle remporte la première médaille de l'Espagne internationale en biathlon en terminant deuxième du sprint. Aux Jeux olympiques de Sotchi, elle est 49e du sprint, 43e de la poursuite et 54e de l'individuel.

## Palmarès

### Jeux olympiques d'hiver
| Épreuve / Édition              | Individuel | Sprint | Poursuite | Départ en masse | Relais | Relais mixte |
| Jeux olympiques 2010 Vancouver | 86e        | 87e    | —         | —               | —      | —            |
| Jeux olympiques 2014 Sotchi    | 54e        | 49e    | 43e       | —               | —      | —            |

Légende :
- — : épreuve non disputée par Victoria Padial Hernández

### Coupe du monde
- Meilleur classement général : 80e en 2014.
- Meilleur résultat individuel : 20e.

#### Différents classements en Coupe du monde
| Année     | Classement général final | Sprint | Poursuite | Individuel | Mass start |
| 2012-2013 | 101e                     | -      | -         | 66e        | -          |
| 2013-2014 | 80e                      | 70e    | 81e       | -          | -          |

### Championnats d'Europe
- Médaille d'argent du sprint en 2014.
- Médaille d'argent de la poursuite en 2014.

### Championnats du monde de biahlon d'été
- Médaille de bronze de la poursuite en 2013.